# No me gusta conducir
No me gusta conducir es una serie de televisión española de comedia creada por Borja Cobeaga para la cadena de pago TNT. Está protagonizada por Juan Diego Botto, Lucía Caraballo, Leonor Watling, David Lorente, Carlos Areces y Javier Cámara. Está programada para proyectarse en las ediciones de Barcelona y Madrid del Serializados Fest el 19 y el 25 de octubre de 2022, respectivamente, para después estrenarse en TNT el 25 de noviembre de 2022.

## Trama
La serie cuenta la historia de Pablo (Juan Diego Botto), un profesor de universidad de 40 años sabelotodo, algo ensimismado y gruñón, obligado a sacarse el carnet de conducir. Al apuntarse a la autoescuela, descubre que todavía tiene mucho que aprender – de conducir y de la vida en general.

## Reparto
- Juan Diego Botto como Pablo Lopetegui 
  - También es interpretado por Leo Cirvián de niño (Episodio 1 - Episodio 2)
- Lucía Caraballo como Yolanda Macías Gómez-Acebo
- David Lorente como Lorenzo (Episodio 1 - Episodio 4; Episodio 6)
- Eugenia Cuaresma como Lucía (Episodio 1 - Episodio 3; Episodio 6)
- Marta Larralde como Manuela (Episodio 2 - Episodio 4; Episodio 6)
- Iñaki Ardanaz como Padre de Pablo (Episodio 1 - Episodio 2)
- Cindy Fuentes como Elisa (Episodio 1 - Episodio 3; Episodio 5 - Episodio 6)
- Paco Churruca como Mariano (Episodio 2)
- Álex Mola como Diego "Diegales" (Episodio 3)
- Pablo Vázquez como Examinador (Episodio 4; Episodio 6)
- Marco Cáceres como Daniel Selvas (Episodio 5)

con la colaboración especial de
- Enrique Villén como Ramón (Episodio 1 - Episodio 3)
- Leonor Watling como Iria (Episodio 1 - Episodio 4; Episodio 6)
- Carlos Areces como Sátur (Episodio 3; Episodio 5)
- Javier Cámara como Arturo Macías (Episodio 6)

## Episodios
| N.º en serie | N.º en temp. | Título       | Dirigido por  | Escrito por                             | Fecha de lanzamiento original |
| ------------ | ------------ | ------------ | ------------- | --------------------------------------- | ----------------------------- |
| 1            | 1            | «Episodio 1» | Borja Cobeaga | Borja Cobeaga                           | 25 de noviembre de 2022       |
| 2            | 2            | «Episodio 2» | Borja Cobeaga | Borja Cobeaga                           | 25 de noviembre de 2022       |
| 3            | 3            | «Episodio 3» | Borja Cobeaga | Diana Rojo y Borja González Santaolalla | 2 de diciembre de 2022        |
| 4            | 4            | «Episodio 4» | Borja Cobeaga | Mar Coll y Valentina Viso               | 2 de diciembre de 2022        |
| 5            | 5            | «Episodio 5» | Borja Cobeaga | Juan Cavestany                          | 9 de diciembre de 2022        |
| 6            | 6            | «Episodio 6» | Borja Cobeaga | Borja Cobeaga                           | 9 de diciembre de 2022        |

## Producción
No me gusta conducir fue anunciada por primera vez el 10 de mayo de 2022 como una serie original para la cadena de pago TNT, creada por Borja Cobeaga (en su primera serie como creador) y con Juan Diego Botto como protagonista. La serie está inspirada en las experiencias de Cobeaga en la escuela de conducir, habiéndose sacado el carnet con 42 años, así como en las experiencias de otras personas que sabían de su aprendizaje tardío. En junio, Leonor Watling y Carlos Areces fueron confirmados como parte del reparto. El rodaje de la serie comenzó en verano de 2022.

## Lanzamiento y marketing
El 29 de septiembre de 2022, TNT sacó el tráiler de la serie y anunció que se estrenaría el 25 de noviembre de 2022. Antes de su estreno para el público, También está programada para proyectarse en la edición del Serializados Fest de Barcelona el 19 de octubre de 2022, con coloquio posterior de Borja Cobeaga, Juan Diego Botto y Lucía Caraballo, además de otra proyección en la edición de Madrid del festival el 25 de octubre de 2022.